# Kelapa Lima
Kelapa Lima (deutsch Fünf Kokosnüsse) ist ein Distrikt (Kecamatan) in der indonesischen Stadt Kupang (Provinz Ost-Nusa-Tenggara).

## Geographie
Kelapa Lima liegt am südlichen Ufer der Bucht von Kupang. Westlich liegt der Distrikt Alak, südlich der Distrikt Oebobo. Im Osten grenzt Kelapa Lima an den Regierungsbezirk (Kabupaten) Kupang.
Kelapa Lima hat eine Fläche von 15,02 km², liegt 50 m über dem Meeresspiegel und unterteilt sich in fünf Kelurahan (deutsch Dörfer): Kelapa Lima im Westen, östlich davon Westoesapa (Oesapa Barat), im Zentrum Oesapa, südlich davon Südoesapa (Oesapa Selatan) und im Osten Lasiana. Südoesapa ist von ihnen der kleinste mit 0,77 km², während Lasiana 5,23 km² hat. In der Flächengröße folgen dann Oesapa mit 4,83 km², Kelapa Lima mit 2,57 km² und Westoesapa mit 1,62 km².
Das Klima ist tropisch. Man erreicht Temperaturen von bis zu 35 °C. Die jährliche Niederschlagsmenge beträgt 960 mm. Am meisten Regen fällt in Dezember und Januar.
Der Boden besteht aus Felsen und roter, beziehungsweise weißer Erde. Hier wachsen unter anderem Papyrus, Kokospalmen und Teakbäume.

## Einwohner
2016 lebten in Kelapa Lima 78.850 Menschen (40.999 Männer und 37.851 Frauen). Damit beträgt die Bevölkerungsdichte 5.249,67 Einwohner pro Quadratkilometer. 2010 waren es erst 61.411 Einwohner. Sie wohnen in 21.073 Haushalten, die sich auf 167 Nachbarschaften (Tetangga) verteilen.
In Kelapa Lima gibt es vier katholische Kirchen, 26 protestantische Kirchen und fünf Moscheen.

## Geschichte
In Oesapa Besar befand sich während des Zweiten Weltkrieges in einem Palmenhain ein japanisches Kriegsgefangenenlager.

## Wirtschaft
Diverse Nutztiere werden in Kelapa Lima gehalten: Rinder zur Fleischproduktion, Wasserbüffel, Pferde, Schweine, Ziegen, Schafe, Hühner und Enten. Auf 37 Hektar wird Nassreis angepflanzt. Daneben gibt es Mais (auf 8 Hektar), Wasserspinat (6 Hektar), Erdnüsse (1 Hektar) und Maniok (2 Hektar) und verschiedene Obstsorten, wie Mangos, Bananen, Papayas, Avocados, Sternfrüchte, Guaven, Äpfel, Jackfrüchte, Sawo und Stachelannonen.

## Öffentliche Einrichtungen
In Kelapa Lima gibt es drei Polizeistationen (Zwei in Oesapa und eine in Westoesapa), 15 Grundschulen, sechs Junior High Schools, zehn Senior High Schools und zwölf Hochschulen und Universitäten. Um die Gesundheitsversorgung kümmern sich ein Gesundheitszentrum, 40 Mütter-Kind-Zentren und vier dörfliche Gesundheitszentren.